# (7756) Scientia
(7756) Scientia (1990 FR1) – planetoida z pasa głównego asteroid okrążająca Słońce w ciągu 5,62 lat w średniej odległości 3,16 j.a. Odkryta 27 marca 1990 roku.